# 李宪 (新朝)
李憲（前1世纪?—30年），新朝、东漢初期之武将。豫州颖川郡許昌县人。新末後漢初群雄之一，割據廬江，自称淮南天子。

## 生平
新朝王莽時代，李憲擔任廬江郡屬令（相当于都尉）。王莽統治末期，廬江賊王州公軍勢十几万，王莽任命李憲为偏将軍討伐，李憲擊破王州公。更始元年（23年），新朝滅亡，李憲割据庐江，自称淮南王。建武三年（27年），李憲自称天子，置公卿百官，支配下九城，擁十余万軍勢。
建武四年（28年）秋，光武帝劉秀親征寿春（九江郡），派遣揚武将軍馬成討伐李憲，包围他的驻地舒城（廬江郡）。围城战持续一年以上，建武六年（30年）正月，舒城陷落。李憲逃走，途中被部下帛意所殺。李憲一族，悉被誅殺。

## 延伸阅读
[在维基数据编辑]
 《後漢書·卷12》，出自范晔《後漢書》